# Helcionelloida
Helcionelloida (лат.) — ископаемые морские улиткообразные моллюски. Самые ранние из известных раковинных моллюсков (Conchifera). Некоторые представители этого класса были ошибочно описаны как моноплакофоры. Класс был описан Джоном Пилом (англ. John Stuart Peel) в 1991 году. Наиболее известный представитель — Latouchella.

## Описание

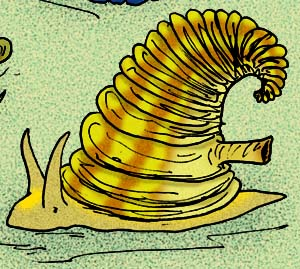
Yochelcionella cyrano, реконструкция

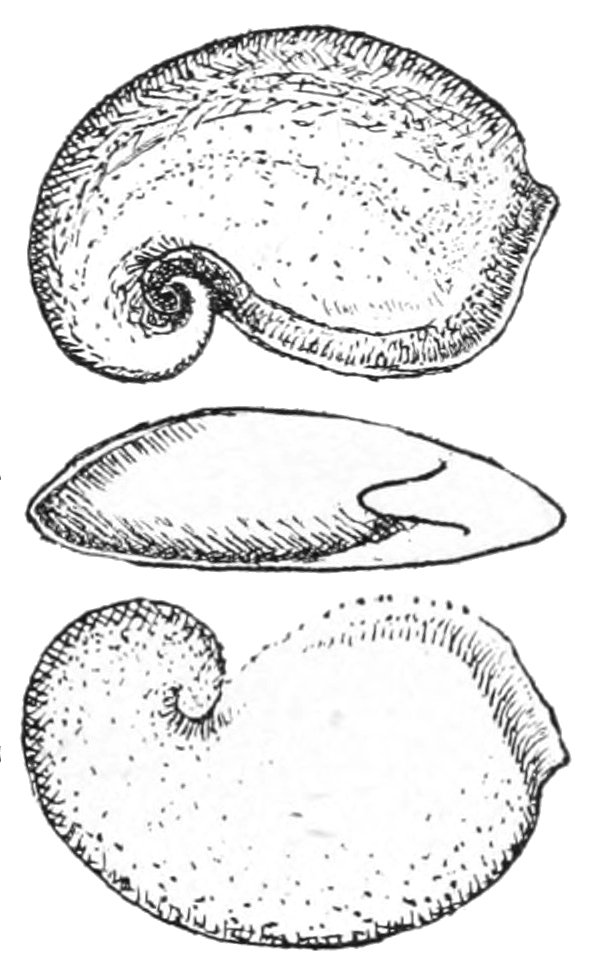
Раковина Pelagiella atlantoides

Большинство видов были небольшими (раковина около двух миллиметров в длину или в диаметре). Современные реконструкции изображают их похожими на улиток.
Раковины некоторых родов (например, Yochelcionella) были снабжены трубкой, предположительно для дыхания.

## Таксономия

### 2005
Таксономия брюхоногих по Bouchet и Rocroi, 2005 классифицирует этот таксон как палеозойских моллюсков неопределённого систематического положения и не используют название Helcionelloida.

### 2006—2007
Таксономия Helcionelloida по мнению П. Ю. Пархаева:
Gastropoda Cuvier, 1797
Подкласс Archaeobranchia Parkhaev, 2001
- Отряд Helcionelliformes Golikov et Starobogatov, 1975

- Надсемейство Helcionelloidea Wenz, 1938

- Семейство Helcionellidae Wenz, 1938
- Семейство Igarkiellidae Parkhaev, 2001
- Семейство Coreospiridae Knight, 1947

- Надсемейство Yochelcionelloidea Runnegar & Jell, 1976

- Семейство Trenellidae Parkhaev, 2001
- Семейство Yochelcionellidae Runnegar & Jell, 1976
- Семейство Stenothecidae Runnegar & Jell, 1980

- Подсемейство Stenothecinae Runnegar & Jell, 1980
- Подсемейство Watsonellinae Parkhaev, 2001

- Отряд Pelagiellifomes MacKinnon, 1985

- Семейство Pelagiellidae Knight, 1952
- Семейство Aldanellidae Linsley et Kier, 1984

Подкласс Divasibranchia Minichev & Starobogatov, 1975
- Отряд Khairkhaniifomes Parkhaev, 2001

- Семейство Khairkhaniidae Missarzhevsky, 1989

Подкласс Dextrobranchia Minichev & Starobogatov, 1975
- Отряд Onychochiliformes Minichev & Starobogatov, 1975

- Семейство Onychochilidae Koken, 1925